# Svoboda (pramen)
Pramen Svoboda, původně zvaný Lázeňský a poté Františka Josefa I., je jedenáctý karlovarský minerální pramen. Nachází se na levém břehu řeky Teplé uprostřed lázeňské části města. Umístěn je v samostatném altánu mezi Mlýnskou kolonádou a budovou Lázní III. Jeho teplota je 63 °C a vydatnost 6,5 litrů/min. Je volně přístupný.

## Historie
Pramen byl objeven v roce 1865 v místech, kde byly hloubeny základy pro výstavbu nového Lázeňského domu (Kurhaus, od roku 1918 pod názvem Lázně III). Po zachycení byl nejprve vyveden do lázeňské budovy, kde se voda využívala ke koupelím. Tehdy měl vysokou teplotu (67,5 °C) i vydatnost (30 litrů/min.). Od roku 1872 začal být využíván k pitné kúře. Později jeho vydatnost klesla a pro lázeňský provoz přestala stačit. Roku 1877 byl z míst pod budovou vyveden do prostoru mezi ní a tehdejším špitálem sv. Bernarda pod Bernardovou skálou. Nad vývěrem byl postaven osmiboký dřevěný altán.
Pramen se původně nazýval Lázeňský, poté byl přejmenován na Františka Josefa I., jehož jméno nesl až do roku 1918, a v roce 1946 dostal dnešní název pramen Svoboda. V blízkosti tohoto pramene vyvěral tehdy ještě dnes již zaniklý Špitálský pramen.

## Současný stav
I když je pramen od společného výstupního kmene (Vřídla) vzdálen asi 400 metrů, teplota jeho vody je poměrně vysoká, má 63 °C. Vydatnost má 6,5 l/min. a obsah CO2 550 mg/l. Nad vývěrem stojí replika původního dřevěného altánu a je dnes památkově chráněna.